# Dune (film, 2021)
Pour les articles homonymes, voir Dune (homonymie).
Série Dune
Dune, deuxième partie
(2024)
Pour plus de détails, voir Fiche technique et Distribution.
Dune (intitulé à l’écran Dune : Première Partie) est un film de science-fiction américano-canadien coécrit et réalisé par Denis Villeneuve, sorti en 2021.
En l’an 10191 du Calendrier Impérial, le duc Leto Atréides reçoit de l’empereur Shaddam IV le fief de la très profitable et très dangereuse planète désertique Arrakis. Également connue sous le nom de « Dune », cette planète est la seule source de la substance la plus précieuse de l’Imperium, « l’Épice », drogue qui prolonge la vie humaine, immunise contre les poisons, procure des facultés mentales surhumaines et rend notamment possibles la navigation interstellaire et le commerce spatial, base de toute l’économie impériale. Bien que Leto sache que cette occasion est un piège complexe tendu par ses ennemis — la baronnie Harkonnen qui s’est enrichie pendant quatre-vingts ans grâce à l’exploitation de l’Épice, — il emmène avec lui sa concubine Bene Gesserit Dame Jessica, son jeune fils et héritier Paul et ses soldats les plus loyaux sur Arrakis. Leto prend le contrôle de l’extraction de l'Épice, rendue périlleuse par la présence de vers de sable géants qui attaquent toute source de vibrations. Mais, après une trahison amère, Paul et Jessica arrivent jusqu’aux Fremen, le peuple autochtone d’Arrakis qui vit dans le désert profond de la planète. Les Fremen sont dans l’attente du Mahdi, le messie qui suscitera le soulèvement et les libérera de l’oppression de l’Imperium.
C’est la troisième adaptation du roman Dune de Frank Herbert paru en 1965, après le film Dune (1984) de David Lynch et la minisérie en trois épisodes Dune (2000) de John Harrison — sans compter l’adaptation avortée d’Alejandro Jodorowsky dans les années 1970.
Afin de respecter au mieux l’histoire du roman, le projet a initialement été divisé en deux films. Par conséquent, le film Dune est une adaptation de la première partie du roman du même nom Dune. Denis Villeneuve a déclaré dans l'émission Quotidien qu'il souhaite faire un troisième film Dune. Si cela peut se faire, celui-ci sera basé sur le deuxième tome du roman, Le Messie de Dune.
Le film est présenté en avant-première mondiale à la Mostra de Venise 2021.
Le film est nommé pour trois Golden Globes. Nommé pour dix Oscars lors de l’édition 2022, il reçoit six récompenses, dont l’Oscar des meilleurs décors, l’Oscar de la meilleure photographie et le deuxième Oscar de la meilleure musique de film pour Hans Zimmer.

## Synopsis
En 10191, le duc Leto Atréides de la Maison Atréides, le souverain de la planète océanique Caladan, est désigné par l’empereur Padishah Shaddam IV pour gouverner le fief planétaire d’Arrakis, surnommée « Dune », une planète désertique au climat rude. Arrakis est la seule source du Mélange, aussi appelé « Épice », une substance inestimable qui prolonge la vitalité humaine et qui est essentielle pour les voyages interstellaires au sein de l'Imperium. Les Atréides doivent remplacer la Maison Harkonnen, qui s’est retirée d’Arrakis sur ordre de Shaddam. En réalité, Shaddam complote avec la Maison Harkonnen pour reprendre le contrôle de la planète avec l’aide de ses troupes d’élite, les Sardaukars, éradiquant dans le même temps la Maison Atréides dont la popularité grandissante auprès des Grandes Maisons menace le règne de Shaddam. Le duc Leto devine ce plan, mais y voit une occasion de s’allier avec la population indigène d’Arrakis, les Fremen, comme un premier pas vers son désir de puissance pour sa maison dans sa lutte avec les Harkonnen.
La concubine de Leto, dame Jessica, est membre du Bene Gesserit, une sororité qui possède des capacités physiques et mentales avancées. Bien qu'elle ait été chargée d’avoir une fille avec Leto dans le cadre du programme génétique du Bene Gesserit pour créer le Kwisatz Haderach, c'est-à-dire l’être suprême, Jessica, par amour pour son concubin, a eu un fils : Paul. Au cours de son adolescence, Paul est formé par les hommes de Leto, notamment les soldats d’élite Duncan Idaho et Gurney Halleck, ainsi que le mentat Thufir Hawat ; dans le même temps, Jessica forme son fils dans les disciplines physiques et mentales du Bene Gesserit. Mais Paul est aussi troublé par des visions du futur (la prescience), des images de battailles sanglantes et brutales, ce qu’il ne partage qu’avec Jessica et Duncan. À cause de ces visions, une Révérende Mère de haut rang du Bene Gesserit, Gaius Helen Mohiam, se rend sur Caladan et soumet Paul au Gom Jabbar, un test pour évaluer son humanité, mortel en cas d'échec mais que Paul réussit. Par la suite, Mohiam demande au patriarche de la Maison Harkonnen, le baron Vladimir Harkonnen, d’épargner Paul et Jessica quand il fera son coup d'État sur Arrakis, ce qu’il accepte par duplicité et en estimant que le fait de les relâcher dans le désert de cette planète suffira à leur donner la mort sans avoir à s'en débarrasser directement.
Leto, Jessica et Paul s’installent à Arrakeen, la capitale d’Arrakis anciennement détenue par la Maison Harkonnen, et retrouvent Duncan Idaho, qui est déjà présent sur la planète parmi les Fremen, agissant comme éclaireur de sa Maison. Comme Leto, Idaho considère les Fremen comme un puissant allié potentiel. Leto négocie avec le chef des Fremen, Stilgar, et rencontre une planétologiste (écologiste planétaire) locale, le docteur Liet Kynes. Il apprend de Kynes les dangers impliqués par la récolte de l’Épice, en particulier celui des vers des sables géants qui sillonnent le désert sous la surface. Au cours d’un vol d’inspection en ornithoptère dans le désert comprenant Leto, Paul, Gurney Halleck et Liet Kynes, ceux-ci sont témoins d’une attaque d’un ver des sables contre une moissonneuse d’Épice. Leto dirige le sauvetage de l’équipage de la machine avant que le ver des sables n’avale cette dernière. Au cours de l’opération, Paul inhale l’air saturé d’Épice ; au fur et à mesure qu’il entre en contact avec cette substance, ses pouvoirs de prescience se renforcent.
Après l’attaque ratée d’un agent Harkonnen visant Paul, Leto met ses soldats en état d’alerte tandis que Paul soupçonne un traître au sein de la Maison Atréides. Il s’agit en fait du docteur Wellington Yueh, le médecin personnel de la famille Atréides, à qui les Harkonnen ont promis la liberté de son épouse. Celui-ci passe à l'action en désactivant les boucliers protecteurs de la résidence ducale d’Arrakeen, permettant à l’armée Harkonnen et aux troupes Sardaukar camouflées d’envahir les lieux, et de submerger les forces Atréides. Yueh, qui a neutralisé Leto dans le cadre d’un accord avec les Harkonnen afin de libérer sa propre femme qui a été capturée par ces derniers, remplace l’une des dents de Leto par une fausse dent comprenant une capsule de gaz empoisonné, afin que le duc assassine le baron. Malgré l'accord, Yueh est tué immédiatement après avoir livré le duc aux Harkonnen. Quand Leto libère le gaz toxique contenu par sa fausse dent, il tue la cour du baron, mais ce dernier, bien que blessé, parvient à survivre. Pendant ce temps, Duncan Idaho vole un ornithoptère et échappe à l’invasion Harkonnen, alors que Paul et Jessica sont capturés. Cette dernière étant ligotée et bâillonnée pour qu'elle n'utilise pas la « voix », une technique spéciale du Bene Gesserit, c'est Paul, la maîtrisant petit à petit qui ordonne à l'un de ses ravisseurs de retirer le bâillon de sa mère, avec succès, cette dernière utilise la voix pour maîtriser leurs geôliers lorsqu’ils sont transportés dans le désert. Ils trouvent dans l’appareil une trousse de survie laissée par Yueh, puis passent la nuit dans une tente pendant qu’ils voient au loin Arrakeen brûler.
Le baron Harkonnen, en convalescence dans une cuve, cède le commandement d’Arrakis à son brutal neveu, Glossu Rabban, et lui ordonne de relancer la récolte de l’Épice pour compenser les énormes dépenses engagées lors du coup d’État. Pendant ce temps, Paul et Jessica sont retrouvés par Duncan et Kynes, et se dirigent vers une ancienne station de recherche déjà occupée par des Fremen. Mais ils sont retrouvés par les Sardaukars peu de temps après. Duncan et un groupe de chasseurs Fremen se sacrifient pour permettre à Paul, Jessica et Kynes de s’échapper. Cependant, quand Kynes, grièvement blessée, est retrouvée par les Sardaukars, elle se sacrifie en attirant délibérément un ver des sables qui les dévore tous.
Échappant aux Harkonnen toujours à leurs trousses, Paul et Jessica sont forcés d’entrer dans le nuage d’une tempête Coriolis avec leur ornithoptère pour échapper à leurs poursuivants. Passant à travers la tempête, ils s’écrasent dans le désert ; les Harkonnen les pensent morts. Les deux fugitifs, portant des distilles (des combinaisons spéciales qui recyclent l’humidité du corps) données par les chasseurs Fremen, atteignent alors le désert profond où ils échappent de justesse à un ver des sables, qui se fige devant Paul ; l’attention de la créature est alors détournée par un marteau vibreur d’une troupe Fremen située non loin et menée par Stilgar, le naib (chef tribal) du sietch Tabr. Après les avoir ainsi sauvés, Paul et Jessica sont accueillis dans le groupe. Parmi eux, se trouve Chani, la jeune femme que Paul a vue à plusieurs reprises dans ses visions prescientes.
Un membre de la tribu Fremen, Jamis, proteste contre leur admission dans le groupe et invoque un duel rituel à mort, qu’il perd face à Paul. Contre la volonté de Jessica, Paul insiste pour se joindre à Stilgar et aux Fremen, afin d’accomplir l’objectif de son père d’apporter la paix à Arrakis, et par la même occasion, le venger. Le groupe marche alors dans le désert vers le sietch Tabr, repaire des Fremen de Stilgar. En chemin, Paul a une nouvelle vision : il se voit chevaucher un ver des sables géant, Chani lui disant : « Ce n’est que le commencement ».

## Fiche technique
Sauf indication contraire, les informations mentionnées dans cette section peuvent être confirmées par les bases de données cinématographiques IMDb et Allociné,  présentes dans la section « Liens externes ».
- Titre original : Dune (Dune: Part One à l’écran)[3]
- Titre français : Dune (Dune : Première partie à l’écran)
- Réalisation : Denis Villeneuve
- Scénario : Eric Roth, Jon Spaihts et Denis Villeneuve, d’après le roman du même nom de Frank Herbert
- Musique : Hans Zimmer
  - Musiques additionnelles : Steven Doar, David Fleming, Andrew Kawczynski et Steve Mazzaro
  - Montage musical : Clint Bennett, Peter Myles et Ryan Rubin
- Direction artistique : Tom Brown, David Doran, Samy Keilani, Tibor Lázár, Adorjan Portik, Karl Probert, Brad Ricker et Gergely Rieger
- Décors : Patrice Vermette, Richard Roberts et Zsuzsanna Sipos
- Costumes : Bob Morgan et Jacqueline West
- Maquillage : Donald Mowat
- Coiffure : Cheryl Daniels, Donald Mowat
- Photographie : Greig Fraser
- Son : Ron Bartlett, Theo Green, Doug Hemphill, Mark A. Mangini, Mark Purcell, Unsun Song, Brian Tarlecki
- Montage : Joe Walker
- Effets visuels : Brian Connor, Paul Lambert, Tristan Myles, Gerd Nefzer[4]
- Production : Cale Boyter, Joseph M. Caracciolo Jr., Mary Parent et Denis Villeneuve
  - Production (Hongrie) : Howard Ellis, Adam Goodman, Ildiko Kemeny et David Minkowski
  - Production (Jordanie) : Fuad Khalil et Munir Nassar
  - Production exécutive (Norvège) : Per Henry Borch
  - Production déléguée : Herbert W. Gains, Joshua Grode, John Harrison, Brian Herbert, Kim Herbert, Tanya Lapointe, Byron Merritt, Richard P. Rubinstein, Jon Spaihts et Thomas Tull
  - Production associée : Vasco Xu
  - Coproduction : Chris Carreras et Jessica Derhammer
- Sociétés de production :
  - États-Unis : Warner Bros. et Legendary Entertainment
  - Canada : Villeneuve Films
- Société de distribution : Warner Bros.
- Budget : 165 millions de dollars[5],[6]
- Pays de production :  États-Unis,  Canada
- Langues originales : anglais, mandarin
- Format[7] : couleur - Digital - 2,39:1 (Panavision)
  - son : DTS (DTS: X) / Auro 11.1 / Dolby Surround 7.1 / Dolby Atmos / Dolby Digital
  - son (IMAX version) : 12-Track Digital Sound / Sonics-DDP / IMAX 6-Track
- Genre : science-fiction, action, aventure, drame
- Durée : 155 minutes
- Dates de sortie[8] :
  - France : 10 septembre 2021 (Festival de Deauville) ; 15 septembre 2021 (sortie nationale) ; 7 février 2024 (ressortie)[9]
  - Canada, Québec : 11 septembre 2021 (Festival de Toronto) ; 22 octobre 2021 (sortie nationale)[10]
  - Belgique : 15 septembre 2021[11]
  - Suisse romande : 15 septembre 2021 (sortie nationale) ; 7 février 2024 (ressortie)[12]
  - États-Unis : 7 octobre 2021 (Festival du film de New York) ; 13 octobre 2021 (Festival du film de Mill Valley) ; 18 octobre 2021 (Festival international du film de Chicago) ; 22 octobre 2021 (sortie nationale) ; 24 janvier 2024 (ressortie en version IMAX)
- Classification :
  - États-Unis : accord parental recommandé, film déconseillé aux moins de 13 ans (PG-13 - Parents Strongly Cautioned)[N 1]
  - Canada : certaines scènes peuvent heurter les enfants - accord parental souhaitable (PG - Parental Guidance)
  - Québec : tous publics - déconseillé aux jeunes enfants (G - General Rating)[10]
  - France : tous publics[13]
  - Belgique : potentiellement préjudiciable jusqu'à 12 ans (Mogelijk schadelijk voor kinderen onder de 12 jaar)[11],[14]
  - Suisse romande : interdit aux moins de 12 ans[15]

## Distribution
- Timothée Chalamet (VF : Gauthier Battoue ; VQ : Xavier Dolan) : Paul Atréides
- Rebecca Ferguson (VF : Laura Blanc ; VQ : Laurence Dauphinais) : Dame Jessica
- Oscar Isaac (VF : Benjamin Penamaria ; VQ : Patrice Dubois) : Duc Leto Atréides
- Jason Momoa (VF : Xavier Fagnon ; VQ : Louis-Philippe Dandenault) : Duncan Idaho
- Stellan Skarsgård (VF : Gabriel Le Doze ; VQ : Normand D'Amour) : Baron Vladimir Harkonnen
- Stephen McKinley Henderson (VF : Frantz Confiac ; VQ : Manuel Tadros) : Thufir Hawat
- Josh Brolin (VF : Philippe Vincent ; VQ : Pierre Auger) : Gurney Halleck
- Javier Bardem (VF : Jérémie Covillault ; VQ : Sylvain Hétu) : Stilgar
- Sharon Duncan-Brewster (VF : Jocelyne Nzunga Mbembo ; VQ : Sofia Blondin) : Liet Kynes[N 2]
- Chang Chen (VF : Anatole Yun ; VQ : Éric Bruneau) : Docteur Wellington Yueh
- David Bautista (VF : Serge Biavan ; VQ : Pierre-Étienne Rouillard) : Rabban « la Bête » Harkonnen
- David Dastmalchian (VF : Vincent de Boüard ; VQ : Renaud Paradis) : Piter de Vries
- Zendaya (VF : Victoria Grosbois ; VQ : Célia Gouin-Arsenault) : Chani
- Charlotte Rampling (VF : elle-même ; VQ : inconnue) : Révérende Mère Gaius Helen Mohiam
- Babs Olusanmokun (VF : Namakan Koné ; VQ : Fayolle Jean Jr.) : Jamis
- Benjamin Clementine (VF : Baptiste Marc ; VQ : Lyndz Dantiste) : Héraut du changement
- Golda Rosheuvel (VF : Annie Milon ; VQ : Florence Blain Mbaye) : Shadout Mapes
- Roger Yuan : Lieutenant Lanville

Source : RS Doublage et carton de doublage; version québécoise (VQ) sur Doublage.qc.ca.
Version française :
- Direction artistique : Jean-Philippe Puymartin
- Adaptation des dialogues : Ludovic Manchette et Christian Niemiec

 Source et légende : version française (VF) sur RS Doublage
Version québécoise :
- Direction artistique : Sébastien Reding
- Adaptation des dialogues : Marie Frankland[20]

## Production

### Genèse et développement

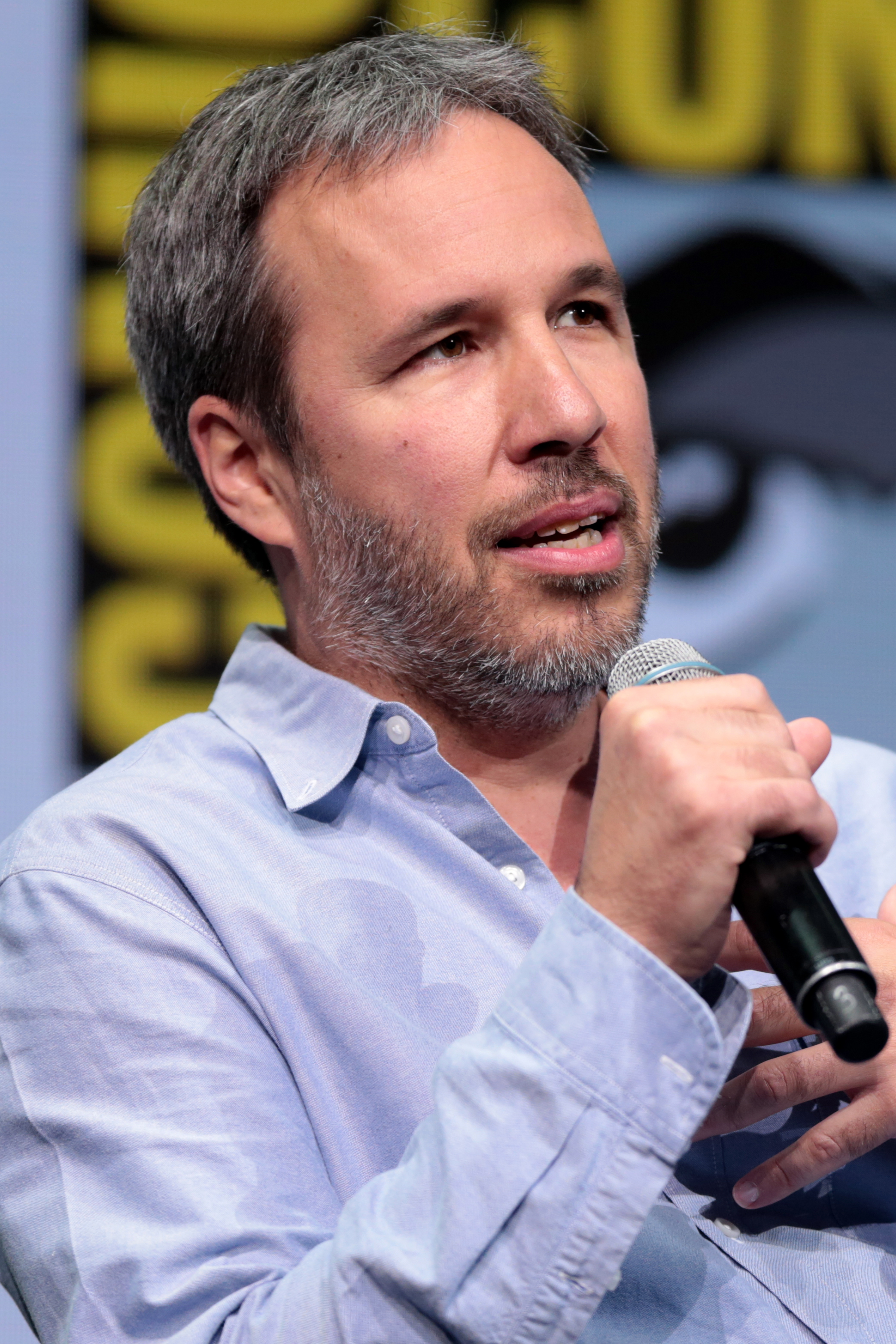
Le réalisateur Denis Villeneuve en 2017.

En novembre 2016, la société de production américaine Legendary Pictures récupère les droits d’adaptation de Dune pour des projets de cinéma. Les producteurs de ce projet sont Mary Parent (en) et Cale Boyter. Les producteurs délégués sont Thomas Tull, Brian Herbert, Byron Merritt, Kim Herbert et Kevin J. Anderson.
Le 1er février 2017, il est annoncé que Denis Villeneuve réalisera le film et qu’il devient par la même occasion producteur du projet. Contrairement à ses précédents longs métrages, le réalisateur décide de prendre son temps pour élaborer le film, expliquant qu’il ne s’est pas senti aussi libre à la conception d’un projet depuis son film Incendies (2010).
Pour l’aider dans l’écriture de Dune, il fait appel au scénariste Eric Roth. Les écrivains qui ont repris la publication de romans de l’œuvre de Dune depuis l’an 2000, Brian Herbert et Kevin J. Anderson, sont également consultants sur le scénario.
Vu l’ampleur du roman et afin de respecter au mieux l’histoire, il a été décidé de diviser le film en deux films. Dune : Première partie et Dune : Deuxième partie, le premier film se basant sur la première partie du roman et le second film allant jusqu'à la fin de celui-ci. Malgré la volonté de Denis Villeneuve de tourner les deux films au même moment, le tournage a également été séparé en deux. Warner Bros a donné comme condition pour tourner le deuxième volume que le Dune sorti le 15 septembre 2021 devait être un succès commercial. Denis Villeneuve explique au moment de la sortie de son film et à propos de son éventuelle suite : « Si jamais il y a de l’enthousiasme et que le film passe au vert le plus tôt possible, je dirais que je serais prêt à tourner en 2022, c’est sûr. J’adorerais parce que je suis déjà prêt, je veux le porter à l’écran dès que possible ».
À l’écriture, Eric Roth finit par rédiger un brouillon de 200 pages. Mais le responsable du studio juge le scénario trop volumineux et lui demande de raccourcir l’histoire. Comme le scénariste ne se sent pas capable de le faire, Legendary Pictures engage alors le scénariste Jon Spaihts.
Le directeur de la photographie Roger Deakins, oscarisé pour le précédent film de Villeneuve, Blade Runner 2049 (2017), et ayant aussi travaillé avec le réalisateur sur Sicario (2015) et Prisoners (2013), ne s’impliquera pas dans le film Dune. Denis Villeneuve décide donc de s’associer pour la première fois avec Greig Fraser.
Le monteur Joe Walker intègre aussi le projet, continuant ainsi sa collaboration avec le réalisateur, débutée avec Sicario.
La musique est composée par Hans Zimmer dont c’est la deuxième collaboration avec Denis Villeneuve après Blade Runner 2049. Il y travaille depuis mars 2019 et a dû, pour ce faire, renoncer à participer au film Tenet (2020) de Christopher Nolan, avec qui il collabore depuis Batman Begins (2005).
Le réalisateur s’entoure également de Jacqueline West, co-conceptrice de costumes nommée trois fois aux Oscars, et du co-créateur de costumes Bob Morgan.
La supervision des effets visuels est confiée à Paul Lambert alors que Gerd Nefzer (en) est chargé de superviser les effets spéciaux. Tous deux ont déjà travaillé avec Denis Villeneuve pour Blade Runner 2049.
Le créateur de langues David J. Peterson rejoint également l’équipe. Il est chargé de développer les différentes langues qui existent dans l’univers de Dune, notamment le chakobsa parlé par les Fremen et le galach.

### Attribution des rôles
À l’été 2018, il est annoncé que Timothée Chalamet et Rebecca Ferguson prennent respectivement les rôles principaux de Paul Atréides et Dame Jessica. Le choix de Timothée Chalamet était sans équivoque dès la sortie du film Call Me by Your Name à l’automne 2017. La productrice Mary Parent précise qu’il n’y a eu aucune liste de candidats pour le rôle de Paul Atreides et que Timothée était seul en considération.
La distribution se complète à partir de janvier 2019. Plusieurs acteurs ayant déjà tourné dans des films de Denis Villeneuve sont engagés, tel que David Bautista et David Dastmalchian qui ont joué dans Blade Runner 2049 et qui vont interpréter Glossu Rabban et Piter de Vries, ou encore l’acteur Josh Brolin (vu dans le film Sicario) qui joue le personnage Gurney Halleck.
D’autres noms sont révélés : Stellan Skarsgård joue le baron Vladimir Harkonnen, Oscar Isaac interprète le duc Leto Atréides, Javier Bardem joue Stilgar, Zendaya interprète Chani, Jason Momoa joue Duncan Idaho, Chang Chen interprète le Dr Yueh et Stephen Henderson joue le rôle de Thufir Hawat.
Charlotte Rampling interprète la Révérende Mère Gaius Helen Mohiam. Elle avait été approchée pour jouer Dame Jessica dans le projet avorté du film Dune d’Alejandro Jodorowsky.
Sharon Duncan-Brewster rejoint également le casting en interprétant Liet Kynes, qui est pourtant un homme dans le roman. Denis Villeneuve explique ce choix car il constatait que le film manquait de personnages féminins et le rôle de Liet Kynes pouvait tout à fait convenir à une femme.

### Tournage
Le tournage démarre le 18 mars 2019 aux studios d’Origo Film à Budapest et durera un peu plus de cinq mois. Selon le site Hungary Today, le film bénéficierait d’aides indirectes de l’État hongrois d’un montant d’environ 23,2 millions d’euros, notamment sous forme de crédits d’impôts.
Le tournage a également lieu en Jordanie dans le désert de Wadi Rum, à Abou Dhabi, en Norvège pour des plans situés sur la planète Caladan ainsi qu’aux Émirats arabes unis.
Le 25 juillet 2019, Brian Herbert, le fils de Frank Herbert, l'auteur du roman original, annonce sur son compte Twitter la fin du tournage des prises de vues réelles du film. Cependant, un tournage pour des scènes additionnelles a lieu en août 2020 à Budapest. Ces scènes auraient dû être tournées plus tôt, mais ont dû être décalées à cause de la pandémie de Covid-19.

### Post-production
Dans une interview accordée au Festival international du film de Shanghai en août 2020, Denis Villeneuve parle de la difficulté à terminer le film dans les conditions de la pandémie de Covid-19. Il travaille à distance depuis Montréal alors que son équipe se trouve à Los Angeles. S’il déclare n’avoir aucun problème à travailler à distance avec l’équipe des effets visuels, ce n’est pas le cas avec son monteur Joe Walker ou son compositeur Hans Zimmer car l’interaction humaine n’est pas la même. En plus de tout cela, le report du tournage des scènes additionnelles a décalé le planning du montage du film.

## Musique

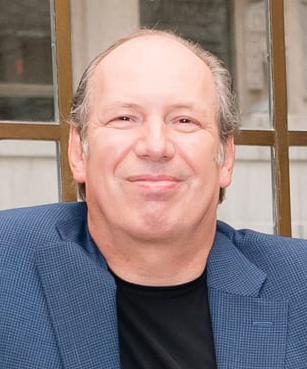
Hans Zimmer a composé la musique du film.

Hans Zimmer a affirmé qu’il composerait la musique de Dune au début de la production du film, en mars 2019. Zimmer avait déjà travaillé avec Villeneuve sur Blade Runner 2049. À l’époque, Zimmer avait été approché par Christopher Nolan pour composer sur son prochain film Tenet, mais il avait opté pour Dune, invoquant son amour personnel pour le livre. Zimmer ne voulait pas que la bande sonore sonne comme ses œuvres précédentes et a utilisé des instruments atypiques d’un orchestre occidental, une approche qu’il a appelée “anti-groove”. Il a évité de regarder Dune de Lynch pour ne pas être influencé par la musique de Toto, mais a passé une semaine dans un désert de l’Utah pour incorporer ses sons dans la partition. La musique a été interprétée à l’aide d’un ensemble éclectique d’instruments, dont certains ont été créés spécifiquement pour la bande-son. Parmi les interprètes de la partition figurent le guitariste Guthrie Govan et la chanteuse Loire Cotler. La musique supplémentaire a été composée par Steve Mazzaro et David Fleming, qui ont tous deux travaillé en collaboration avec Zimmer pour que ses morceaux restent dans le thème. Parmi les morceaux de la bande-son, on trouve des cornemuses pour le thème de la Maison Atreides. Zimmer a déclaré que l’idée de la Maison utilisant des cornemuses était l’idée de Villeneuve de quelque chose « d’ancien et d’organique ». Zimmer a réussi à trouver trente joueurs de cornemuse dans les environs d’Édimbourg pendant la pandémie de COVID-19 et les a enregistrés dans une église.
Pour la première bande-annonce de Dune, Zimmer a supervisé une chorale de 32 personnes via FaceTime (nécessité par les restrictions liées à la pandémie) pour l’enregistrement d’une reprise de la chanson « Eclipse » de Pink Floyd. Les membres de la chorale se sont réunis par groupes de quatre au cours de huit sessions distinctes à Santa Monica, au studio Remote Control de Zimmer, tandis que ce dernier dirigeait depuis son domicile.
Trois albums de la bande sonore du film ont été publiés par WaterTower Music, dont The Dune Sketchbook (Music from the Soundtrack), Dune (Original Motion Picture Soundtrack) et The Art and Soul of Dune, respectivement les 3 septembre, 17 septembre et 22 octobre 2021. La musique du film a été nommée pour Best Score Soundtrack for Visual Media (meilleure bande sonore pour les médias visuels) aux Grammy Awards 2022.

## Sortie
Tout d’abord annoncé pour le 20 novembre 2020, le film est reporté une première fois pour le 18 décembre 2020 puis, à cause de la pandémie de Covid-19, au 1er octobre 2021. Le film est sorti en IMAX et en 3D.
En décembre 2020, Warner Bros. annonce que, comme pour tous leurs autres films prévus pour 2021, Dune sera diffusé simultanément en salle de cinéma et sur la plateforme HBO Max. Comme beaucoup de cinéastes, Denis Villeneuve fait part de son mécontentement face à cette décision, déclarant que la Warner Bros. pourrait avoir tué la franchise Dune puisque le film ne rencontrera pas de succès financier à cause du piratage. La société de production de Dune Legendary Pictures est également déçue de ce choix et essaye de trouver un accord avec la Warner Bros. afin que le film puisse sortir uniquement dans les salles de cinéma.
En février 2021, il est finalement annoncé que le film sort en France deux semaines plus tôt que prévu, soit le 15 septembre 2021.
En juin 2021, après quelques rumeurs qui ont circulé le mois précédent, la diffusion de Dune en avant-première mondiale est confirmée à la Mostra de Venise (hors compétition) pour le 3 septembre 2021.
Quelques jours plus tard, Warner Bros. annonce que le film est une nouvelle fois repoussé et sort le 22 octobre 2021 aux États-Unis afin d’éviter plusieurs concurrences comme The Many Saints of Newark ou le film de James Bond Mourir peut attendre. Le film sort ainsi en même temps que Last Night in Soho, Ron débloque ou The French Dispatch. La sortie de Dune en France est toutefois maintenue au 15 septembre 2021.

## Accueil

### Accueil critique
Sur le site agrégateur de critiques Rotten Tomatoes, le film obtient un score de 83 % d’avis positifs, sur la base de 496 critiques collectées et une note moyenne de 7,6/10 ; le consensus du site indique : « Dune a parfois du mal à gérer la lourdeur de son matériau d’origine, mais ces problèmes sont largement éclipsés par la portée et l’ambition de cette adaptation visuellement passionnante ». Sur le site Metacritic le film obtient une note moyenne pondérée de 74 sur 100, sur la base de 67 critiques collectées.
Pour le critique du Guardian, « le space opera à combustion lente de Denis Villeneuve fusionne le cinéma d’auteur et le blockbuster pour créer une épopée aussi brillante que singulière ». Il ajoute : « Les films spectaculaires à gros budget n’ont pas besoin d’être stupides ou hyperactifs, et il est possible d’autoriser quelques passages calmes au milieu des explosions. [...] Dune est dense, lunatique et souvent sublime - le chaînon manquant entre le multiplex et l’art et essai. »
En France, le site Allociné attribue au film une note moyenne de 4/5, à partir de l'interprétation de 35 critiques de presse collectées. Les critiques s’accordent sur l’originalité esthétique du film, qui parvient à se différencier des autres grandes franchises du moment, qu’il s’agisse des films Marvel ou de la saga Star Wars. Certains signalent cependant leur frustration face à une fin abrupte appelant un second épisode dans plusieurs années seulement. La principale nuance concerne une certaine sécheresse du film, une « esthétique du retrait » parfois « désincarnée » et « intouchable ». Le Point consacre un long article dithyrambique de cinq pages, décrivant le film comme une « épopée flamboyante » et « un pari fou […] historique et monumental ».
En première semaine d’exploitation, la note moyenne des spectateurs sur le site Allociné s’élève à 4,4/5, sur la base d’une moyenne de 4 217 notes.

### Box-office
À sa sortie en salles en France, Dune signe le cinquième meilleur démarrage de 2021, réalisant 181 316 entrées en première journée, avec des projections prévues à plus d’1,2 million d’entrées en une semaine. Il réalise finalement 1 030 700 entrées lors de sa première semaine. Au bout de trois semaines, il cumule 2 193 173 entrées en France.
Lors de ses cinq premiers jours d’exploitation, Dune rapporte 35,8 millions de dollars à l’international, soit un meilleur démarrage que le précédent film de Villeneuve, Blade Runner 2049, et que ses concurrents de Marvel Black Widow et Shang-Chi.
| Pays ou région    | Box-office                       | Date d'arrêt du box-office | Nombre de semaines |
| ----------------- | -------------------------------- | -------------------------- | ------------------ |
| États-Unis Canada | 108 327 830 $                    | 7 avril 2022               | 24                 |
| France            | 3 165 270 entrées (25 432 148 $) | 25 janvier 2022            | 20                 |
| Chine             | 39 500 000 $ (5 931 153 entrées) | 21 novembre 2021           | 17                 |
| Total mondial     | 401 847 900 $                    | 7 avril 2022               | 31                 |

## Distinctions
Source : Internet Movie Database et Allociné

### Récompenses

#### 2022
- BAFTA :
  - Meilleurs décors pour Zsuzsanna Sipos et Patrice Vermette
  - Meilleure photographie pour Greig Fraser
  - Meilleurs effets visuels pour Brian Connor, Paul Lambert (III), Tristan Myles et Gerd Nefzer
  - Meilleur son pour Ron Bartlett, Theo Green, Doug Hemphill, Mark Mangini et Mac Ruth
  - Meilleure musique de film pour Hans Zimmer
- Golden Globes : meilleure musique de film pour Hans Zimmer
- Oscars :
  - Meilleurs décors pour Zsuzsanna Sipos et Patrice Vermette
  - Meilleure photographie pour Greig Fraser
  - Meilleur montage pour Joe Walker
  - Meilleurs effets visuels pour Brian Connor, Paul Lambert (III), Tristan Myles et Gerd Nefzer
  - Meilleur mixage de son pour Ron Bartlett, Theo Green, Doug Hemphill, Mark Mangini et Mac Ruth
  - Meilleure musique de film pour Hans Zimmer

### Nominations

#### 2022
- BAFTA :
  - Meilleur film
  - Meilleur scénario adapté pour Jon Spaihts, Eric Roth et Denis Villeneuve
  - Meilleurs costumes pour Bob Morgan et Francine Maisler
  - Meilleurs maquillages et coiffures pour Love Larson et Donald Mowat
  - Meilleur montage pour Joe Walker
  - Meilleur casting pour Francine Maisler
- Golden Globes :
  - Meilleur film dramatique
  - Meilleure réalisation pour Denis Villeneuve
- Oscars :
  - Meilleur film
  - Meilleur scénario adapté pour Jon Spaihts, Eric Roth et Denis Villeneuve
  - Meilleurs costumes pour Bob Morgan et Francine Maisler
  - Meilleurs maquillages et coiffures pour Love Larson et Donald Mowat

### Sélections
- Festival du cinéma américain de Deauville 2021 : premières - hors compétition
- Mostra de Venise 2021 : hors compétition

## Éditions en vidéo
- En France, le film Dune est sorti en VOD le 12 janvier 2022[9]. Par la suite, le film est sorti en DVD[70], Blu-ray[71], 4K Ultra HD + Blu-ray[72], ainsi qu'une édition limitée SteelBook 4K Ultra HD + Blu-ray 3D + Blu-ray[73] le 26 janvier 2022.
- Au Québec, le film est sorti en copie numérique le 3 novembre 2021, puis en DVD, Blu-ray et 4K Ultra HD le 11 janvier 2022[10].

## Autour du film
En récupérant les droits d’adaptation de Dune, Legendary Pictures souhaite créer une franchise sur diverses plateformes. Certains de ces produits seront directement en lien avec le film Dune.

### Série télévisée
En juin 2019, une série télévisée dérivée du film est annoncée par Legendary Television, filiale de Legendary Pictures. Intitulée Dune: Prophecy, elle s’intéressera à l'ordre du Bene Gesserit dont fait partie dame Jessica. Jon Spaihts est choisi comme auteur-producteur de la série.
En novembre 2019, Spaihts se retire du projet pour se consacrer à la suite du film Dune, son travail préliminaire n’ayant pas convaincu Legendary Television. Il est remplacé par Diane Ademu-John en juillet 2021.
Denis Villeneuve devrait réaliser l’épisode pilote de la série,.

### Suite du film
Il était question d’adapter le roman Dune en deux films depuis la genèse du projet du film Dune. La sortie au cinéma du second long métrage était initialement prévue pour octobre 2023, mais celle-ci a été retardée en raison de la grève des acteurs à Hollywood. Il est donc sorti en France et en Belgique le 28 février 2024 et en Amérique du Nord le 1er mars.
Au moment de la sortie du second film, Denis Villeneuve a annoncé qu'un scénario pour un troisième film Dune est en cours d'écriture. Celui-ci sera basé sur le deuxième tome du Cycle de Dune, Le Messie de Dune et devrait sortir au cinéma en 2026 ou 2027 selon Villeneuve. Il a cependant dit qu'il ne souhaite pas faire plus de trois adaptations de Dune car il ne veut pas passer tout le reste de sa carrière à travailler sur Dune. Cependant, il est tout à fait possible que Warner Bros poursuive la franchise avec un autre réalisateur si Dune continue à avoir du succès après un troisième film (à la manière d'autre sagas comme Harry Potter ou Alien).

### Jeux vidéo
En février 2019, la société de développement de jeux vidéo Funcom annonce avoir conclu un partenariat avec Legendary Pictures pour le développement de jeux inspirés de l’univers de Dune. Le contrat est valable pour une durée de six ans et devrait donner naissance à trois jeux pour PC ou consoles. L’un de ces jeux vidéo est directement basé sur le film de Denis Villeneuve.